# فتح الله امیری

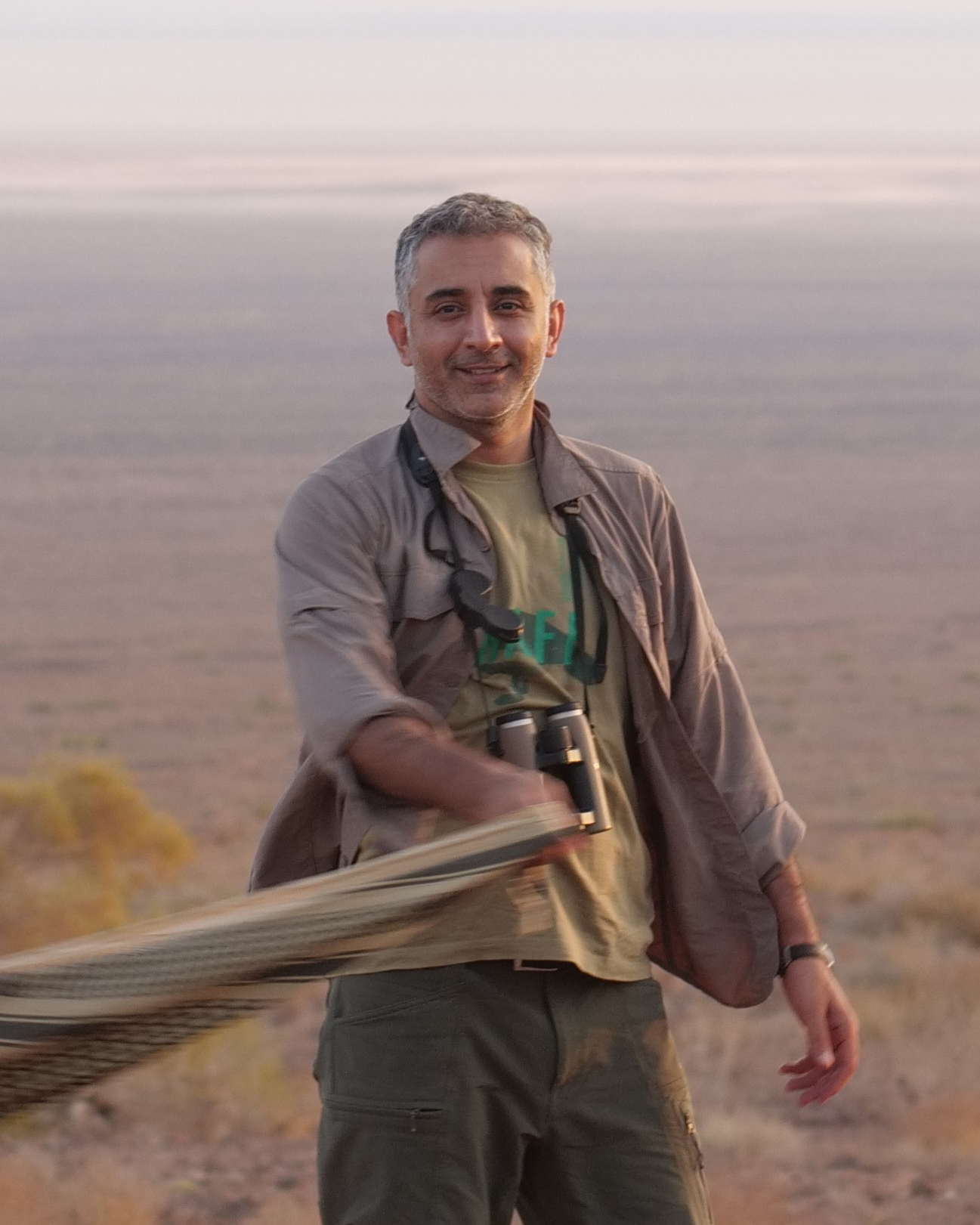
فتح الله امیری، فیلم‌ساز و مستند ساز در پارک ملی کویر

فتح الله امیری (متولد ۱۳۶۰) مستندساز ایرانی است. او در حوزه محیط زیست و حیات وحش ایران فیلم‌های متعددی را تولید کرده است. او برنده سیمرغ بلورین بهترین فیلم مستند سی‌امین دوره جشنواره فیلم فجر برای فیلم در جستجوی پلنگ ایرانی است. فیلم محیط بان و پلنگ در سال ۲۰۱۸ جایزه گرین اسکرین  آلمان را دریافت کرد.   فیلم در گرداب انقراض او نیز برنده سی و سومین دوره جشنواره سوندریو ایتالیا در سال ۲۰۱۹ شد.   او همچنین به عنوان داور در جشنواره فیلم طبیعت Matsalu در استونی در سال ۲۰۱۹  و جشنواره فیلم‌های محیط زیستی ساندریو در ایتالیا در سال ۲۰۲۰ فعالیت کرده است.

## دوران اولیه زندگی و تحصیل
فتح الله امیری در سال ۱۳۶۰ در ایلام به دنیا آمد. اشتیاق زیاد او به مسائل زیست محیطی و حیات وحش در اوایل زندگی مسیر شغلی او را مشخص کرد.  امیری تحصیلات عالی را در رشته سینما گذراند و مدرک کارشناسی ارشد در رشته تولید مستند از دانشگاه صدا و سیما را دریافت کرد. 

## حرفه
امیری فعالیت خود را به عنوان مستندساز از اوایل دهه ۲۰۰۰ آغاز و مستندهای متعددی را کارگردانی و تولید کرد. در فیلم‌های او چالش‌های زیست محیطی و حیات وحش ایران به خوبی نمایش داده شده است. 

## جوایز
- سیمرغ بلورین بهترین فیلم مستند بلند (۱۳۹۰) برای فیلم در جستجوی پلنگ ایرانی
- جایزه بزرگ بهترین فیلم جشنواره سینما حقیقت برای حیات در رگ‌های سرد
- جایزه سرو بهترین مجموعه مستند جشنواره جام جم (۱۳۹۲) برای تهیه کنندگی مجموعه خزندگان ایران
- جایزه سرو بهترین کارگردانی مستند از جشنواره تلویزیونی جام جم (۱۳۹۷) برای فیلم محیط بان و پلنگ
- جایزه بهترین مستند جشنواره ملی دانشجویان ایران برای زندگی در کسوف (۲۰۰۹)
- جایزه Wildscreen (معروف به اسکار سبز) برای In the Realm of the Spider-Tailed Viper (2018) [۸] [۹]
- برنده جایزه بهترین فیلم بخش انسان و طبیعت برای فیلم محیط بان و پلنگ در جشنواره بین المللی جکسون هول آمریکا (۲۰۱۷) [۱۰]

از کارهای اخیر امیری می توان به در گرداب انقراض (۱۳۹۶) و هوبره (۲۰۱۸) اشاره کرد.  
امیری عضو انجمن مستندسازان ایران ، انجمن تهیه کنندگان سینمای مستند ایران و کمیته محیط زیست صدا و سیما است. 

## فیلم شناسی
- در جستجوی پلنگ ایرانی (۲۰۱۱)
- حیات در رگ‌های سرد (۲۰۱۴)
- خزندگان ایران (۲۰۱۳)
- محیط بان و پلنگ (۲۰۱۸)
- زندگی در کسوف (۲۰۰۹)
- در قلمرو افعی دم عنکبوتی (۲۰۱۸)
- در گرداب انقراض (۲۰۱۷)
- هوبره (۲۰۱۸)

## لینک های خارجی
- فتح الله امیری در بانک اطلاعات اینترنتی فیلم‌ها (IMDb)

## مراجع
1. ↑  "2018". 9 July 2024.
2. ↑  "Winning films 1987-2022 | Sondrio Festival".
3. ↑  "Iran's 'The Extinction Vortex' named finalist for UN World Wildlife Day Film Showcase". 2 March 2020.
4. ↑  OFFICIAL AWARDS of the 20th MATSALU NATURE FILM FESTIVAL
5. ↑  Ilam Culture. (n.d.). "فتح الله امیری مستندساز ایلامی داور جشنواره بین‌المللی استونی شد." Retrieved from (https://ilam.farhang.gov.ir/fa/news/431889).
6. ↑  Environmental Film Festival. (n.d.). "Fathollah Amiri." Retrieved from (https://dceff.org/filmmaker/amiri-fathollah/).
7. ↑  Mehr News. (2022). "فتح الله امیری مشاور مدیر شبکه مستند شد." Retrieved from (https://www.mehrnews.com/news/5514175).
8. ↑  "Farmer Mahmud Mansuri wins Emerging Talent Award at Wildscreen Festival". 21 October 2018.
9. ↑  Green Screen Festival. (n.d.). "Amiri." Retrieved from (https://www.greenscreen-festival.de/festival/regisseure/detail/amiri/).
10. ↑  https://filmfreeway.com/RangerandLeopard
11. ↑   La Nouvelle République (2022)."Deux-Sèvres : le palmarès de l'édition 2022 du Fifo de Ménigoute
" Retrieved from (https://www.lanouvellerepublique.fr/deux-sevres/commune/menigoute/deux-sevres-le-palmares-de-l-edition-2022-du-fifo-de-menigoute)
12. ↑  Tehran Times. (2020). "Iranian doc warns of poachers smuggling bird species into Arab countries." Retrieved from (https://www.tehrantimes.com/news/455084).
13. ↑  YJC. (2020). "اولین فیلم از روش خاص مار تازه کشف شده در طبیعت ایران برای شکار." Retrieved from (https://www.yjc.ir/fa/news/7400537).